# 慕尼黑附近基希海姆
慕尼黑附近基希海姆（德語：Kirchheim bei München，官方拼写为，發音：[ˈkɪʁçhaɪm baɪ ˈmʏnçn̩]）是德国巴伐利亚州上巴伐利亚行政区慕尼黑县的市镇，面积15.5平方千米，2023年12月31日人口为13,094人。